# International Boxing Federation
L'International Boxing Federation (IBF)  est l'une des quatre principales fédérations internationales de boxe anglaise professionnelle avec la WBA, le WBC et la WBO.

## Création
Fondée en 1983 par Bob Lee après avoir échoué dans sa tentative de devenir président de la WBA, cette fédération est basée dans le New Jersey et repose essentiellement sur l'United States Boxing Association (USBA) dont Lee était alors le président. La 1re ceinture de champion du monde IBF a été décernée au boxeur américain Marvin Camel le 13 décembre 1983 dans la catégorie des lourds-légers après sa victoire face à Roddy McDonald.